# Suzanne Arms
Suzanne Arms (Nueva Jersey, 19 de abril de 1945) es una escritora, cineasta y activista estadounidense. Ha publicado siete libros relacionados con el proceso de parto y el cuidado posterior de los niños. En 1975, su segundo libro, Immaculate Deception, vendió más de 250 000 ejemplares y se convirtió en superventas del New York Times.

## Biografía
Arms nació en Nueva Jersey y creció en la costa este de Estados Unidos. Sus padres eran docentes. Se licenció en literatura en la Universidad de Rochester (Nueva York), y luego se trasladó al condado de Marin (California), donde trabajó como profesora en guarderías y en el programa humanitario Head Start.
Su primer libro, A Season to be Born, se publicó en 1973. Se trataba de un diario del nacimiento de su hija, con fotografías tomadas por el padre del bebé, John Arms. Un segundo libro, Immaculate Deception: A New Look at Women and Childbirth in America, salió a la venta en 1975, y se convirtió en un éxito de ventas del New York Times.
En 1978, junto con otras seis mujeres, puso en marcha un centro de partos, The Birth Place, en Palo Alto (California); su organización era muy similar a la que había propuesto en su libro de 1975. En 1979 se convirtió en un centro con licencia estatal.
Arms ha realizado documentales sobre el embarazo y el parto: rodó, dirigió y produjo Five Women, Five Births en la década de 1970, seguido de Giving Birth en 1998. También dirigió y coprodujo la película Birth con Christopher Carson, que critica el enfoque farmacéutico y hospitalario del nacimiento.

## Obras
- A Season to Be Born (1973)
- Immaculate Deception: A New Look at Women and Childbirth in America (1977)
- To Love and Let Go (1983)
- Adoption: A Handful of Hope (1985)
- Seasons of Change: Growing Through Pregnancy & Birth (1993)
- Immaculate Deception II: Myth, Magic and Birth (1994 & 1997)
- Breastfeeding: How to Breastfeed Your Baby (2004)